# Банковская конкуренция
Банковская конкуренция — экономический процесс взаимодействия и соперничества кредитных организаций и других участников финансового рынка, в ходе которого они стремятся обеспечить себе прочное положение на рынке банковских услуг с целью максимально полного удовлетворения разнообразных потребностей клиентов и получения наибольшей прибыли.
Банковскую конкуренцию следует рассматривать как разновидность конкуренции вообще, при этом, учитывая специфические особенности рынка банковских услуг, закономерностей развития банковской системы в целом. Сферой банковской конкуренции является банковский рынок, который представляет собой совокупность рынков сбыта банковских услуг. Его специфика заключается в том, что это — очень сложное образование, имеющее весьма широкие границы и состоящее из множества элементов.

## Отличительные особенности банковской конкуренции
К числу отличительных особенностей банковской конкуренции относят:
1. «Товар», который обращается на рынке банковских услуг, являются деньги и связанные с ними финансовые инструменты
2. Взаимосвязь не только с экономикой, но и с политикой. Конкуренция между кредитными организациями внутри страны влияет как на внутреннюю, так и на внешнюю политику данного государства
3. «Узость поля» конкурентной борьбы. Это обусловлено ограниченностью перечня предоставляемых банковских услуг и является следствием правового оформления банковской деятельности как исключительного вида деятельности, не допускающего совмещения с производственной, торговой и страховой деятельностью
4. Конкуренция между банками происходит в условиях жёсткого, по сравнению с иными финансовыми рынками, регулирующего воздействия со стороны государства, в том числе в условиях более жёсткого банковского надзора
5. Конкурентная борьба между кредитными организациями охватывает не только сферу привлечения ресурсов, но и сферу их размещения.
6. Банковская конкуренция характеризуется зависимостью от доверия клиентов.
7. Банки в конкурентной борьбе никогда полностью не устраняют своего конкурента

## Развитие банковской конкуренции в условиях мирового финансового кризиса
Состояние банковской конкуренции можно охарактеризовать следующим образом:
1. резкое усиление конкурентной борьбы между различными участниками рынка
2. лидирующие позиции удерживают банки, которые можно отнести к категории «стабильных»
3. ориентация на сохранение и расширение клиентской базы
4. ориентация банков на расширенное обслуживание физических лиц с учётом индивидуального подхода к каждому клиенту
5. повышение требований к квалификации кадров
6. ориентация банков на широкий спектр дополнительных банковских услуг, на расширение линейки своих продуктов и услуг для обслуживания корпоративных клиентов
7. ориентация на улучшение имиджа банков
8. расширение пакета сервисных программ

Основными недостатками работы большинства банков, по-прежнему, является неквалифицированная работа персонала, недостаточное количество банкоматов, неудобный режим работы и др. При выборе банка для потенциальных клиентов самым важным является величина спектра предлагаемых банком услуг, также в качестве одного из важнейших факторов является мнение о банке, сложившееся у друзей и знакомых

## Конкурентная стратегия банка как инструмент конкурентного преимущества
конкурентная стратегия представляет собой целенаправленные действия Банка, направленные на достижение долговременных преимуществ на рынке банковских услуг в целях обеспечения лучших возможностей реализации банковских продуктов и услуг и получения наибольшей прибыли в сложившихся условиях.
Конкурентная стратегия является составной частью банковской стратегии в целом.
К числу наиболее распространённых конкурентных стратегий банков относят:
1. стратегия дифференциации
2. стратегия концентрации
3. стратегия минимизации издержек

Каждая из конкурентных стратегий представляет собой фундаментально особый подход к получению конкурентных преимуществ и к тому, как удержать их в течение длительного периода времени. Согласно канонической теории Портера, конкурентное преимущество на рынке возникает на основе представления потребителям продукции, дающей большую ценность за ту же стоимость (стратегия дифференциации), или предоставления равной ценности, но за меньшую стоимость (стратегия минимизации издержек).